# 普拉内兹
普拉内兹（法語：Planèzes，法語發音：[planɛz] ⓘ）是法国东比利牛斯省的一个市镇，位于该省北部偏东，属于佩皮尼昂区。

## 地理
普拉内兹（42°45'59"N, 2°37'8"E）面积6.16 平方千米，位于法国奧克西塔尼大區东比利牛斯省，该省份为法国大陆部分最南部的省份，涵盖了北加泰罗尼亚，北起奥德省，西接阿列日省和安道尔，南与西班牙接壤，东临地中海。
与普拉内兹接壤的市镇（或旧市镇、城区）包括：拉图尔德法兰西、卡萨涅、拉西盖尔。
普拉内兹的时区为UTC+01:00、UTC+02:00（夏令时）。

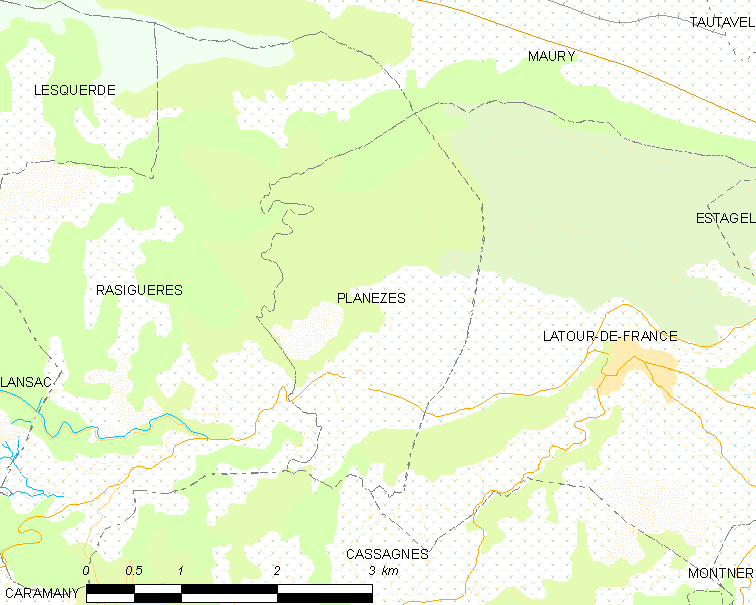
普拉内兹的OSM定位图

## 行政
普拉内兹的邮政编码为66720，INSEE市镇编码为66143。

## 政治
普拉内兹所属的省级选区为阿格利河谷县。

## 人口

1962-2008年间普拉内兹人口变化图示

普拉内兹于2022年1月1日时的人口数量为96人。